# Bureaux de sécurité et de prévoyance
Bureaux de sécurité et de prévoyance ou les BSP, étaient l’extrême cellule de base de la police politique secrète de la Sécurité militaire algérienne entre 1965 et 1988. 

## Histoire

### Mission
C'est l'œil de l'État - FLN au cœur des entreprises nationales, syndicats, administrations, associations, université, médias, etc. 
Dès le Coup d’État du 19 juin 1965, le colonel Boumédiène a mis sur pied un filet policier serré autour de la population pour parer efficacement à toute déviance politique et débusquer tout esprit rebelle à l'idéologie officielle. La très puissante et redoutée Sécurité militaire (SM) bras séculier de l'armée, avait besoin de relais au sein de la société civile pour tenir cette dernière bien en main. La fonction créant l'organe, la SM mit sur le pied les BSP (Bureaux de sécurité et de prévoyance).

### Structure
Ses employés rendaient fidèlement et directement compte de tout ce qui s'y passait (menus faits comme grosses tensions, conversations et état d'esprit des uns et des autres), à un agent de la Sécurité militaire responsable, lui, d'une sorte de cellule mère officiellement installée au siège des différents ministères de tutelle. Cette toile d'araignée a efficacement fonctionné pendant plus de deux décennies jusqu'au événements d'octobre 1988, prélude à l'ouverture démocratique du régime. 
L'agent civil de la Sécurité militaire, chargé du mouchardage de ses collègues, trié sur le volet en fonction des classiques critères d'allégeance et d'obéissance, n'était pas rémunéré pour ses bons et loyaux services. Seul apparemment comptait pour lui le fait d'être un des éléments, si minime soit-il, du système, ce qui lui permettait de bénéficier des innombrables passe-droits tirés de cette corruption d'influence qui a caractérisé les régimes de Boumédiène et Chadli Bendjedid. À ne pas négliger non plus, l'inexprimable sentiment de ne pas avoir à subir le poids oppressant de la machine répressive, étant l'un de ses infimes rouages. Connu de tous, le titulaire du bureau de sécurité et de prévoyance (qui prit rapidement le nom de sa raison sociale : BSP ) avait ses entrées à la direction, s'occupait en sous-main de la section syndicale de l'UGTA et de la cellule FLN de l'entreprise, espionnait, rapportait, bloquait ou, au contraire, favorisait  les promotions professionnelles, contrôlait tout le monde, y compris ses supérieurs hiérarchiques. Flatté ouvertement mais haï en secret, il n'avait de comptes à rendre à personne honnis à son mandant de la SM , dont il recevait quotidiennement instructions et orientations. 

### Dissolution et l'ouverture «démocratique»
Lorsque les BSP sont tombés en désuétude après l'explosion d'octobre 1988, les langues se délièrent et les Algériens s'aperçurent avec effroi que le BSP officiel n'était en fait pas le plus à craindre. Machiavéliquement, en effet, l'État avait désigné des sous-traitants, en quelque sorte, autrement dangereux. Les vrais policiers de base du système étaient en effet anonymes, confinés dans l'ombre; il s'agissait souvent d'amis et de confidents dont il semblait impensable de se méfier.
Les BSP  ont été dissous en 1989, juste après l'instauration du multipartisme en Algérie.